# Étienne Bally
Étienne Bally (Vénissieux, Francia; 17 de abril de 1923-Ibídem, 10 de enero de 2018) fue un atleta francés especializado en la prueba de 100 m, en la que consiguió ser campeón europeo en 1950.

## Carrera deportiva
En el Campeonato Europeo de Atletismo de 1950 ganó la medalla de plata en los relevos de 4 x 100 metros, llegando a meta en un tiempo de 41.8 segundos, siendo superados por la Unión Soviética (oro con 41.5 segundos) y por delante de Suecia (bronce con 41.9 segundos). También ganó la medalla de oro en los 100 metros, llegando a meta en un tiempo de 10.7 segundos, por delante del italiano France Leccese y del soviético Vladimir Sukharev, ambos también con 10.7 segundos.